# Bendungan (Ciawi)
Bendungan is een bestuurslaag in het regentschap Bogor van de provincie West-Java, Indonesië. Bendungan telt 10.599 inwoners (volkstelling 2010).